# Nord-Schleswig
Nord-Schleswig (en alemán: Nordslesvig)  es una antigua provincia de Prusia hoy anexionada a Dinamarca.

## Geografía
Nord-Schleswig se extiende desde la frontera germano-danesa hasta Kongeå (Königsau alemán), al oeste de Ribe (Ripen alemán) y al este del Little Belt al sur de Kolding. El 1 de enero de 2007, el sur de Dinamarca se levantó Sønderjyllands Amt era geográficamente idéntico al norte de Schleswig. En danés, el término Sønderjylland es más común en el norte de Schleswig, aunque el término Sønderjylland puede, en principio, aplicarse a toda la región de Schleswig-Holstein. Después de 1920, el término sønderjyske landsdele (sur de Jutlandia) también era común para el norte de Schleswig. Hasta la guerra de los Ducados de 1864, el ex ducado también incluía algunas parroquias hasta la costa del fiordo de Kolding (hasta los límites de la ciudad de Kolding), la isla báltica de Ærø y, en la Edad Media, maduración y sus alrededores al sur de Königsau. Después de 1864, estas áreas fueron asignadas a Dinamarca como parte de un intercambio de tierras, que, a su vez, ocurrió sin los enclaves reales en Schleswig. Los nombres de lugares tienen una versión danesa y alemana (ver también la lista de nombres de lugares en Schleswig) Para promover la cooperación transfronteriza, la región de Sønderjylland-Schleswig fue fundada en 1997. Los distritos del norte de Frisia, Schleswig-Flensburg, la ciudad de Flensburg y la región de Syddanmark en el lado danés, así como los cuatro municipios anteriores de North Schleswig Tønder Kommune, Aabenraa Kommune, Haderslev Kommune y Sønderborg Kommune trabajan juntos en el lado alemán.